# Neuendorf A
Neuendorf A is een ortsteil van de Duitse gemeente Ducherow in de deelstaat Mecklenburg-Voor-Pommeren. Tot 1 januari 2012 was ze een zelfstandige gemeente met de ortsteilen Kurtshagen en Neuendorf A.